# 조던 토도시
조던 토도시(Jordan Todosey, 1995년 1월 8일 ~ )는 캐나다의 배우이다.

## 출연 작품
- 디 이매큘러트 컨셉션 포토그래피 갤러리 (2016)
- 히 네버 다이: 뱀파이어의 전설 (2015)
- 더 굿 위치스 기프트 (2010)
- 스톤 엔젤 (2007)
- Santa Baby (2006)
- 프라이즈 위너 (2005)
- 패시파이어 (2005)